# بنك الاحتياطي الفيدرالي (أتلانتا)
بنك الاحتياطي الفيدرالي في أتلانتا هو البنك السادس من 12 بنكًا احتياطيًا فيدراليًا في الولايات المتحدة، ويقع مقره الرئيسي في وسط مدينة أتلانتا، جورجيا.
يغطي مجلس الاحتياطي الفيدرالي أتلانتا الولايات الأمريكية في ألاباما وفلوريدا وجورجيا، والثلثي الشرقي من ولاية تينيسي، والجزء الجنوبي من لويزيانا وجنوب ميسيسيبي كجزء من نظام الاحتياطي الفيدرالي. إلى جانب مقره الرئيسي في أتلانتا، يدير البنك خمسة فروع مع المنطقة السادسة، والتي تقع في برمنغهام وجاكسونفيل وميامي وناشفيل ونيو أورلينز. توفر هذه الفروع النقد للبنوك والادخار والقروض ومؤسسات الإيداع الأخرى، وتحويل الأموال إلكترونيًا وصرف ملايين الشيكات.
بالإضافة إلى دعم النظام المالي الأمريكي، يقوم بنك الاحتياطي الفيدرالي بأتلانتا بالإشراف والتنظيم على البنوك العاملة في المنطقة السادسة. كما أنه مصدر للبحث والخبرة لصناع القرار في القطاعين العام والخاص داخل المنطقة. في السنوات الأخيرة ابتكر باحثون في مجلس الاحتياطي الفيدرالي في أتلانتا أدوات جديدة لقياس صحة الاقتصاد الكلي للولايات المتحدة، وأبرزها هو الناتج المحلي الإجمالي الآن ومتتبع نمو الأجور.
يرأس مجلس الاحتياطي الفيدرالي بأتلانتا حاليًا الدكتور رافائيل بوستيك الذي تم تعيينه في عام 2017 وهو عضو في اللجنة الفيدرالية للسوق المفتوحة، وهي اللجنة التي تتخذ القرارات الرئيسية حول أسعار الفائدة ونمو الولايات المتحدة المعروض النقدي.

## المسؤولية والوظيفة
يغطي أتلانتا الاحتياطي الفيدرالي جنوب شرق الولايات المتحدة بما في ذلك ولايات ألاباما وفلوريدا وجورجيا، و74 مقاطعة في الثلثين الشرقيين من ولاية تينيسي و38 أبرشية في جنوب لويزيانا و43 مقاطعة في جنوب ميسيسيبي كجزء من نظام الاحتياطي الفيدرالي.
يمتلك بنك أتلانتا الفيدرالي جنبًا إلى جنب مع بنوك المقاطعات الإقليمية الـ 11 الأخرى ثلاث وظائف أساسية: المساعدة في السياسة النقدي، وتشغيل نظام الدفع على مستوى الدولة، وإدارة الإشراف والتنظيم المصرفي. وتتمثل مهمتها في تحديد أسعار الفائدة، ويلتقي الرئيس مع رؤساء البنوك وأعضاء مجلس الإدارة الآخرين. يقدم مجلس إدارة البنك توصيات بشأن مستويات معدلات الخصم.
ثانيًا يعد مجلس الاحتياطي الفيدرالي في أتلانتا مصدرًا للبحث والخبرة لصناع القرار في القطاعين العام والخاص داخل المنطقة. ابتكر باحثون في مجلس الاحتياطي الفيدرالي في أتلانتا أدوات جديدة لقياس صحة الاقتصاد الكلي للولايات المتحدة، وأبرزها هو الناتج المحلي الإجمالي الآن ومتعقب نمو الأجور. الناتج المحلي الإجمالي الآن التابع لمجلس الاحتياطي الفيدرالي في أتلانتا هو نموذج «التنبؤ الآني» لنمو الناتج المحلي الإجمالي الذي يجمع المكونات الفرعية للناتج المحلي الإجمالي ذات الصلة مع بيانات المصدر الشهرية قبل إصدار الناتج المحلي الإجمالي الرسمي من قبل مكتب التحليل الاقتصادي، يتبعه على نطاق واسع الأسواق المالية. متتبع نمو الأجور هو مقياس للنمو الاسمي للأجور للأفراد باستخدام البيانات الجزئية من مسح السكان الحالي من مكتب إحصاءات العمل.